# Fabienne Picaud
Fabienne Picaud, née en 1959, est un maître verrier contemporain qui vit et travaille à Paris.
Elle s’est fait connaître par des créations et compositions, combinant les diverses techniques du verre avec des matériaux comme l’acier ou la fonte d’aluminium.
Elle a produit des assemblages de verres soufflés dans des formes de métal qui lui ont permis de créer des cloisons et claustras monumentales. Cette approche, liée à l’art du vitrail, permet au verre d'investir l’architecture en lui donnant une exceptionnelle expressivité plastique. De nombreuses pièces de Fabienne Picaud témoignent de son attrait pour l’aspect matiériste. Ce sont des applications et des cordons en fil de verre plus ou moins épais rapportés à chaud sur une surface tournante ou des inclusions de verre soufflé dans des laitiers de fonte. Elle manifeste également beaucoup d’intérêt pour les techniques anciennes d’irisation qui correspondent bien à sa sensibilité de maître verrier. Cette irisation, volontairement provoquée, consiste à revêtir le verre d’une très fine couche de substance métallique.
Fabienne Picaud a fait partie des 29 artistes internationaux sélectionnés pour l'exposition Venezia Vetro 2002.

## Galerie

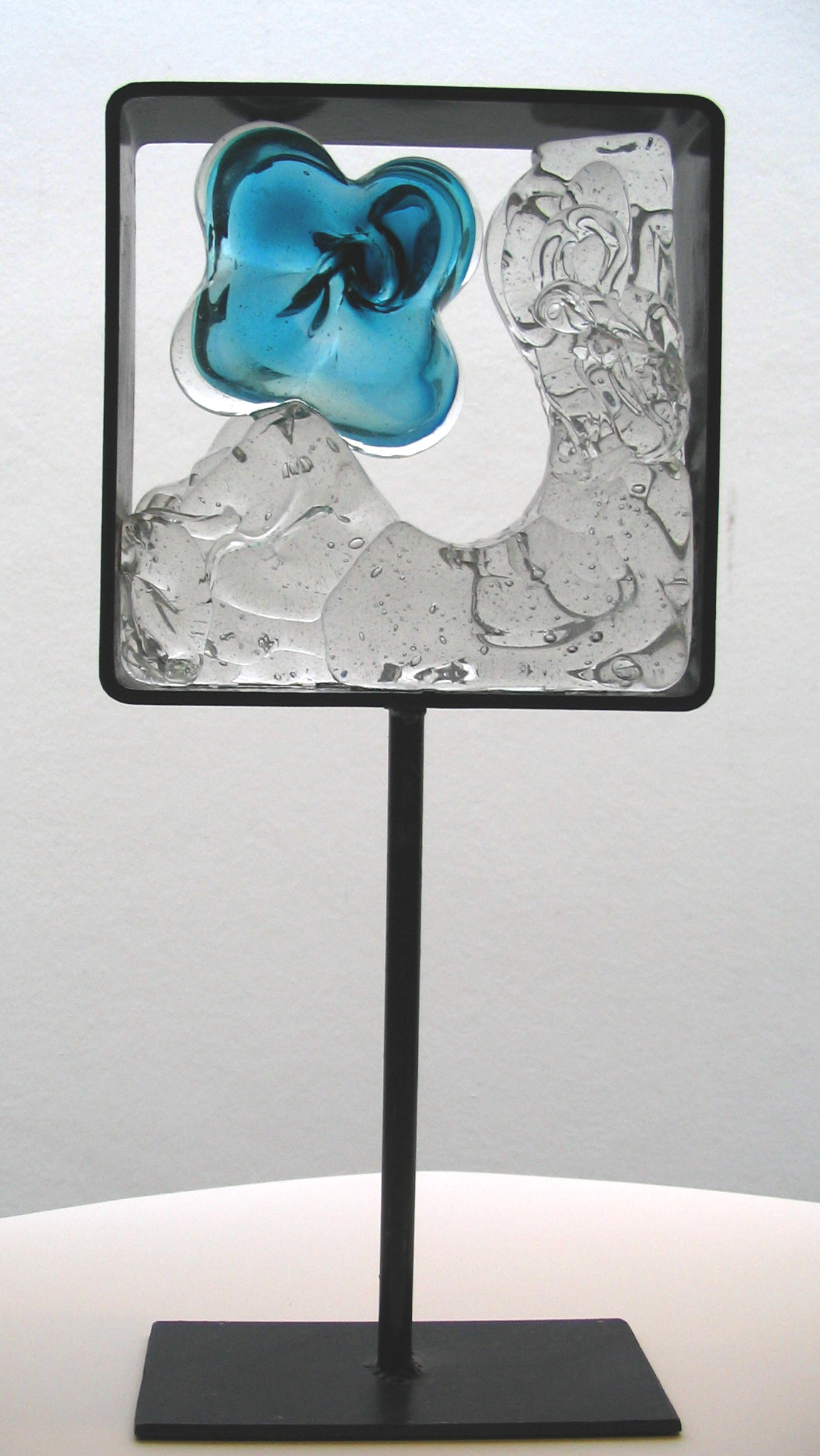
Sculpture en verre soufflé sur fonte de verre, 2005
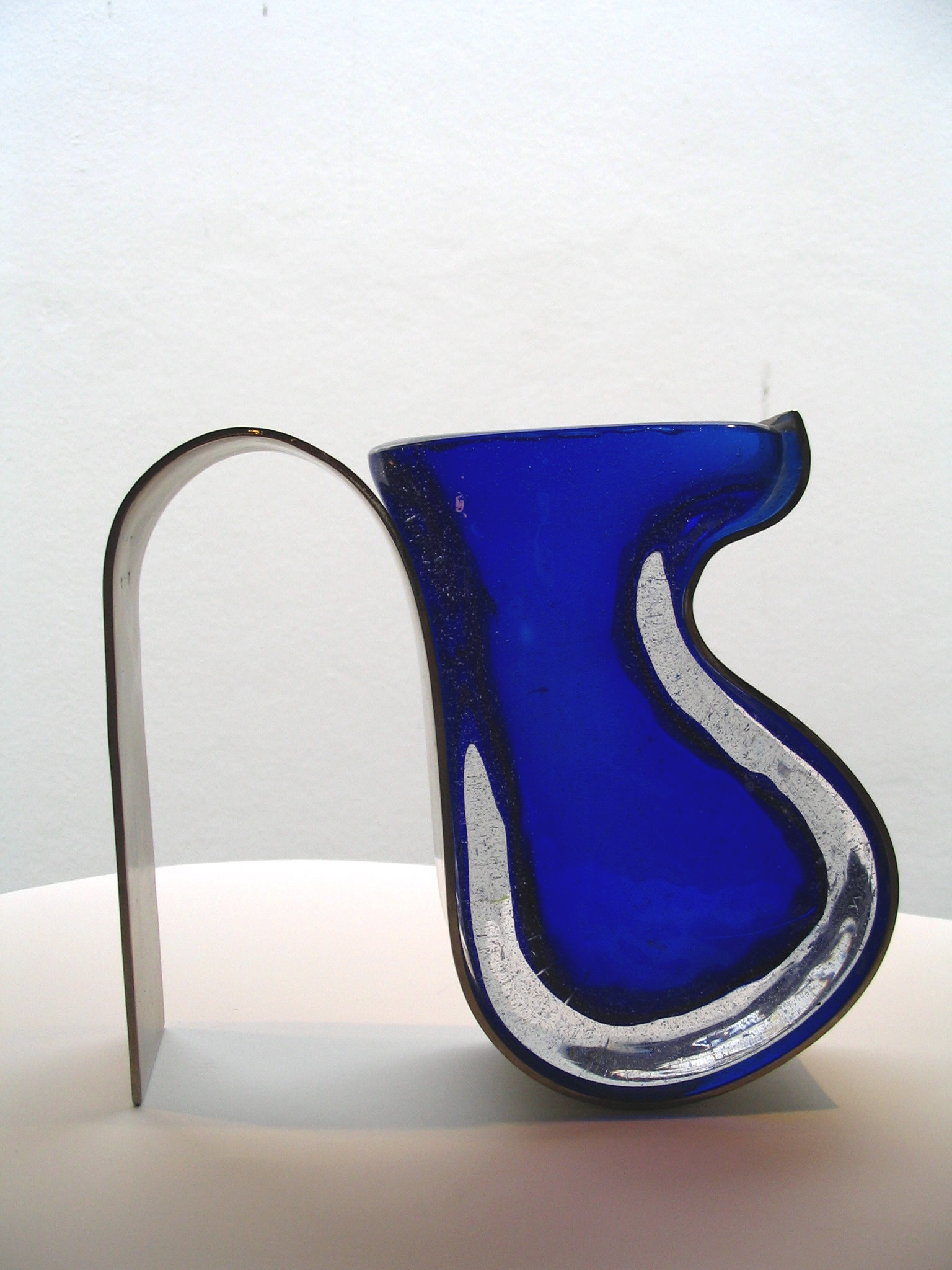
Vase en verre soufflé, 2003
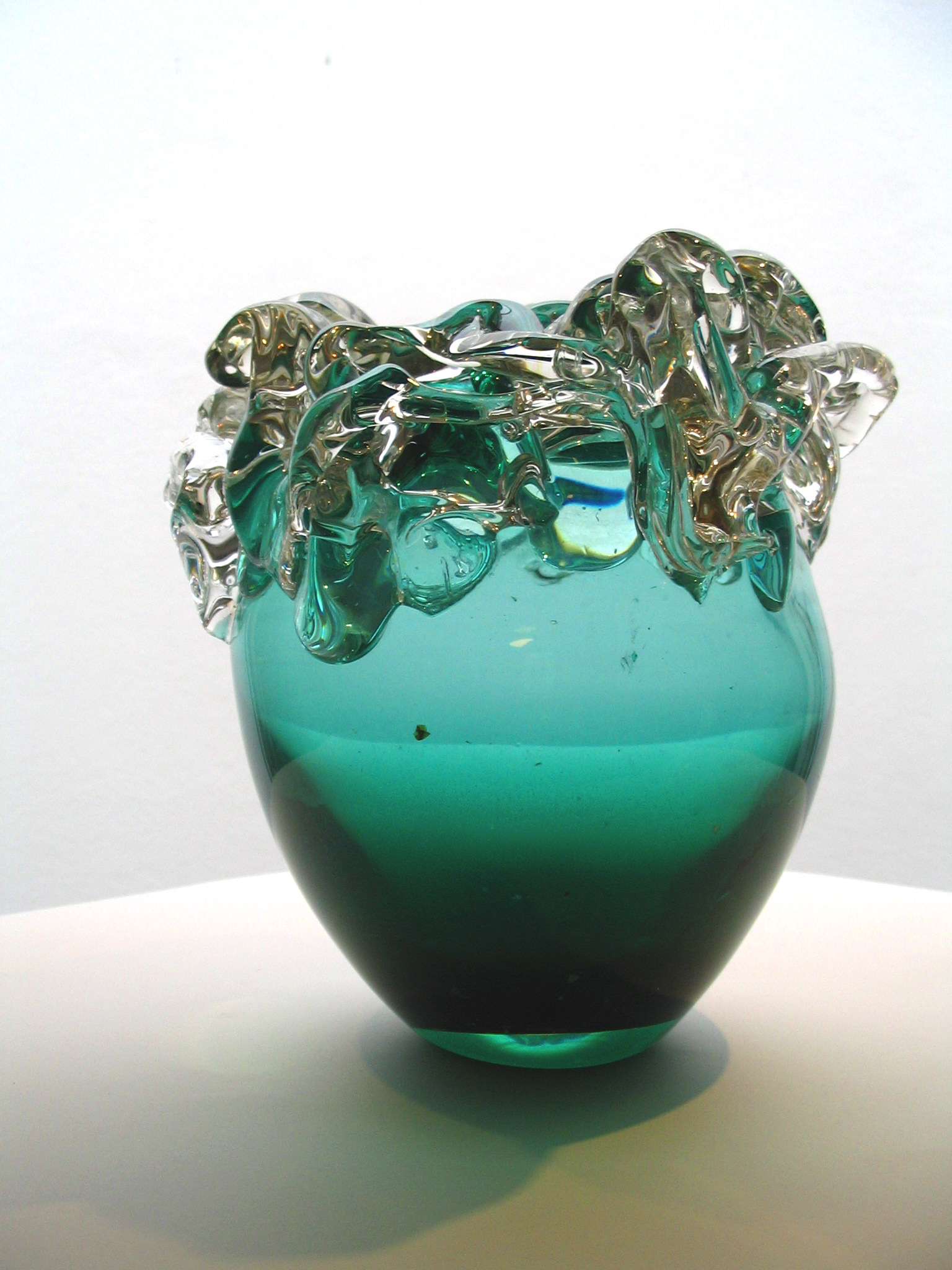
Vase en verre soufflé et cordons rapportés, 1997